# 钯化镓
PdGa或GaPd是钯和镓形成的金属间化合物，可以形成立方晶系的晶体，空间群P213，晶胞参数a=0.4890 nm, Z=4，具有FeSi结构。它可由钯和镓在高温下的反应制得。钯和砷化镓在加热时反应，也能得到PdGa。